# Khwai
Khwai es una aldea situada en la orilla norte del río Khwai, en el Distrito Noroeste de Botsuana. El río es el límite norte de la Reserva de Caza Moremi y el pueblo está situado justo en las afueras de la puerta norte de dicha reserva, la cual se ubica en el lado este del Delta del Okavango.
La aldea tiene una población de aproximadamente 400 BaBukakhwe o Bosquimanos del río. La mayoría de los habitantes son Babukakhwae, pero algunos también son Bayei. Los Babukakhwae son una sección de los Basarwa, Bosquimanos o San. El Bukakhwaedam es la lengua ancestral de esta aldea, aunque también es hablado el setsuana, el inglés y el afrikáans.
La evidencia arqueológica sugiere que varios grupos Basarwa han estado viviendo en Botsuana durante al menos 22 000 años, aunque se desconoce cuándo se fusionó la identidad de Babukakhwae y cuándo se vinculó a la llanura aluvial de Khwai. Los ancianos de Khwai recuerdan haber llevado estilos de vida más tradicionales de caza y recolección hasta la década de 1960, cuando se les animó a instalarse en las aldeas. En un primer momento los aldeanos se asentaron en lo que ahora forma parte de la Reserva de Caza Moremi, sin embargo fueron expulsados forzosamente por el Gobierno de Botsuana y su política de reasentamiento de aldeas.
Los habitantes de Khwai están desarrollando un programa de ecoturismo y desarrollo sostenible para conservar el medio ambiente único de la zona. Están construyendo una organización comunitaria de safaris como parte del programa comunitario de manejo de recursos naturales de Botsuana. Actualmente numerosos albergues y campamentos para safaris rodean el pueblo.
El aeropuerto de Khwai está comunicado con el aeropuerto de Khwai River.
No es en vano aclarar que no debe confundirse el río Kwai de Tailandia, con el río Khwai descrito en este artículo.